# Горњи Кранчићи
Горњи Кранчићи су насељено мјесто у општини Прозор-Рама, Босна и Херцеговина.

## Становништво
|         | 2013.       | 1991.        | 1981.         | 1971.         |
| Укупно  | 81 (100,0%) | 209 (100,0%) | 420 (100,0%)  | 422 (100,0%)  |
| Хрвати  | 81 (100,0%) | 204 (97,61%) | 264 (62,86%)  | 282 (66,82%)  |
| Бошњаци | –           | 5 (2,392%)1  | 155 (36,90%)1 | 140 (33,18%)1 |
| Остали  | –           | –            | 1 (0,238%)    | –             |

1. 1 На пописима од 1971. до 1991. Бошњаци су пописивани углавном као Муслимани.